# آدولفو چلی
آدولفو چلی (ایتالیایی: Adolfo Celi؛ ‏ ۲۷ ژوئیهٔ ۱۹۲۲ – ۱۹ فوریهٔ ۱۹۸۶) کارگردان، بازیگر، و تهیه‌کننده فیلم اهل ایتالیا بود. وی بین سال‌های ۱۹۴۶ تا ۱۹۸۵ میلادی فعالیت می‌کرد.
از فیلم‌ها یا برنامه‌های تلویزیونی که وی در آن نقش داشته‌است، می‌توان به شبح آزادی، جایزه بزرگ و فرشته مقرب اشاره کرد.

## زندگی‌نامه
تحصیلاتش را در آکادمی رُم به پایان برد. کارش را در تئاتر آغاز کرد و از اواخر دههٔ ۱۹۴۰ وارد سینما شد. تا اواخر دههٔ ۱۹۷۰ یکی از چهره‌های آشنای نقش‌های دوم محصولات اروپایی و هالیوودی به‌شمار می‌آمد. قوی هیکل بود و موهای نقره یی داشت و اغلب نقش‌های منفی را به عهده می‌گرفت.

## فیلم‌شناسی
- ۱۹۴۵- یک آمریکایی در مرخصی
- ۱۹۴۸- میلاد در میدان ۱۱۹
- ۱۹۴۸- سرقت ممنوع
- ۱۹۶۳- مردی از ریو
- ۱۹۶۴- آقای هم راه
- ۱۹۶۵- تندر بال
- ۱۹۶۵- قطار سریع‌السیر فون رایان
- ۱۹۶۵- رنج و سرمستی
- ۱۹۶۵- و مردی آمد
- ۱۹۶۶- جایزهٔ بزرگ
- ۱۹۶۶- ال گرکو
- ۱۹۶۷- ابله
- ۱۹۶۷- موفقیت بزرگ
- ۱۹۶۷- پدر خانواده
- ۱۹۶۷- ظرف عسل
- ۱۹۶۸ - زن، سکس و سوپرمن
- ۱۹۶۸- دیابولیک
- ۱۹۶۸ - هفت ضربدر هفت،
- ۱۹۶۹- یک کارآگاه
- ۱۹۶۹ - مرگ دوبار در می‌زند
- ۱۹۶۹- در جستجوی گریگوری
- ۱۹۷۰- قطعهٔ ترس
- ۱۹۷۱- جنایات در خیابان مورگ
- ۱۹۷۲ - ارتباط ایتالیایی
- ۱۹۷۲ - چه کسی دادستان را کشت و برای چه؟
- ۱۹۷۲- لامالا اوردینا/ رابط ایتالیایی
- ۱۹۷۲- برادر خورشید، خواهر ماه
- ۱۹۷۳- هیتلر: ده روز آخر
- ۱۹۷۴- شبح آزادی
- ۱۹۷۴- و سپس هیچ‌کس نبود
- ۱۹۷۵- دوستان من
- ۱۹۷۵- شیطان یک زن است
- ۱۹۷۵ - لیبرا، عشق من
- ۱۹۷۶ - خانم صاحبخانه
- ۱۹۷۶- مرد بعدی
- ۱۹۷۶- لنگ دراز بزرگ
- ۱۹۷۶ - مرد بی‌رحم
- ۱۹۷۶- شب بخیر، آقایان و خانم‌ها
- ۱۹۷۶ - اعترافات یک زن خانه‌دار ناکام
- ۱۹۷۶- ساندوکان/ صادق خان
- ۱۹۷۷- عابرها
- ۱۹۷۸ - جنایت بی‌نقص
- ۱۹۸۰- کافه اکسپرس
- ۱۹۸۲- عالی‌جناب
- ۱۹۸۲- دوستان من ۲
- ۱۹۸۷- دوستان من ۳